# Aleksandr Ovetsjkin
Aleksandr Michajlovitsj Ovetsjkin (Russisch: Александр Михайлович Овечкин) (Moskou, 17 september 1985) is een Russische ijshockeyspeler. Hij speelt sinds 2005 voor de Washington Capitals in de NHL. Hij is de zoon van voormalig basketbalspeelster Tatjana Ovetsjkina.

## Carrière
Ovetsjkin werd als eerste speler geselecteerd door de Washington Capitals bij de NHL Entry Draft in 2004, maar omdat het seizoen door een staking niet werd gespeeld bleef Ovetsjkin in Rusland. Uiteindelijk maakte Ovetsjkin zijn debuut in de NHL op 5 oktober 2005. Hij scoorde in de wedstrijd tegen de Columbus Blue Jackets meteen twee keer.
Op 22 februari 2020 scoorde Ovetsjkin in verloren uitwedstrijd tegen New Jersey Devils (2-3) zijn 700e doelpunt in de NHL. Hiermee bereikte hij als achtste speler in de NHL geschiedenis de mijlpaal van 700 NHL-doelpunten. Op de topscorerlijst aller tijden gaan alleen nog zeven gestopte ijshockeyers Ovetsjkin voor. Sinds april 2025 is Ovetsjkin topscorer aller tijden. Hij scoorde nummer 895 tegen de Islanders en ging hiermee Wayne Gretzky voorbij. 

### Nationale ploeg
Ovetsjkin werd in 2002 vice-wereldkampioen op het toernooi voor spelers onder 18 jaar. Een jaar later won hij met Rusland de bronzen medaille en had hij eerder dat jaar ook al deelgenomen aan het WK voor spelers onder 20, daar wonnen de Russen goud. Twee jaar later kon de ploeg die titel niet verdedigen, er werd in de finale verloren van Canada.
Ovetsjkin maakte zijn debuut in de Russische A-ploeg al op 17-jarige leeftijd. In 2004, toen Ovetsjkin 19 was, nam hij met Rusland deel aan het wereldbeker. Hij was daarmee de jongste speler op het toernooi. Zijn WK-debuut maakte hij 2005 toen Rusland brons veroverde.
In 2006 maakte Ovetsjkin zijn olympisch debuut. Hij scoorde vijf keer in het toernooi, waaronder het winnende doelpunt dat Canada uitschakelde. Toch ging Rusland zonder prijs naar huis.
In 2008 leidde Ovetsjkin zijn land naar de wereldtitel: Rusland versloeg in de finale thuisland Canada met 5-4.

## Statistieken NHL
| 2005/2006  | Washington Capitals | NHL        | 81  | 52  | 54  | 106 | 52  | -  | -  | -  | -  | - |
| 2006/2007  | Washington Capitals | NHL        | 82  | 46  | 46  | 92  | 52  | -  | -  | -  | -  | - |
| 2007/2008  | Washington Capitals | NHL        | 82  | 65  | 47  | 112 | 40  | 7  | 4  | 5  | 9  | 0 |
| 2008/2009  | Washington Capitals | NHL        | 79  | 56  | 54  | 110 | 72  | 14 | 11 | 10 | 21 | 8 |
| Totaal NHL | Totaal NHL          | Totaal NHL | 324 | 219 | 201 | 420 | 216 | 21 | 15 | 15 | 30 | 8 |

## Persoonlijke prijzen
- 2005/2006 - Calder Memorial Trophy
- 2007/2008 - Art Ross Memorial Trophy
- 2007/2008, 2008/2009, 2012/2013 - Hart Memorial Trophy
- 2007/2008, 2008/2009, 2012/2013, 2014/2015, 2015/2016, 2017/2018 - Maurice Richard Trophy
- 2007/2008, 2008/2009, 2009/2010 - Lester B. Pearson Award
- 2017/2018 - Conn Smythe Trophy

## Teamprijzen
- 2017/2018 - Stanley Cup
- 2017/2018 - Prince of Wales Trophy
- 2009/2010, 2015/2016, 2016/2017 - Presidents' Trophy

- International Standard Name Identifier: 0000 0000 4122 0932
- Library of Congress Control Number: n2006068112
- Nationale Bibliotheek van Letland: 000303580
- Virtual International Authority File: 46192607
- WorldCat: E39PBJtxkyQHVvj3PyBFFX9v73